# Romeo Franz
Romeo Franz (nascido em 28 de outubro de 1966) é um músico alemão, activista dos direitos humanos e político da Alliance 90/Os Verdes, que actua como membro do Parlamento Europeu desde 3 de julho de 2018.
Além das suas atribuições no comité, Franz é membro do Intergrupo do Parlamento Europeu sobre Direitos LGBT e do Intergrupo do Parlamento Europeu contra o Racismo e a Diversidade.